# Borse di viaggio
Borse di viaggio (Bourses de voyage) è un romanzo avventuroso di Jules Verne pubblicato nel 1903. È il quarto dei libri della serie Viaggi straordinari, dopo Un capitano di quindici anni, Due anni di vacanze e Avventure di un ragazzo in cui vi siano protagonisti dei ragazzini.

## Trama
L'Antilian School è un rinomato college inglese che ospita solamente giovani nativi dei Caraibi; un giorno nove dei suoi studenti tra i 14 e i 20 anni riescono ad aggiudicarsi delle 'borse di viaggio' offerte da una ricca proprietaria di Barbados.
Intanto Harry Markel, un ex marinaio divenuto pirata, è stato finalmente catturato e quindi trasferito in Inghilterra; riesce però a fuggire aiutato dai suoi complici, dopo aver massacrato capitano ed equipaggio: loro intenzione è ora quella d'impossessarsi dell'Alert, un tre alberi in partenza dal molo. Ma è proprio su questa nave che si stanno imbarcando i nove vincitori delle borse da viaggio, insieme col loro mentore Horatio Patterson, economo della scuola.
La lunga traversata atlantica ha inizio e Markel, che ha preso l'identità del funzionario ucciso, si prepara ad assassinare i passeggeri; ma dopo aver scoperto che i ragazzi devono ancora ricevere una forte somma di denaro dalle mani della loro benefattrice all'arrivo della nave, preso dall'avidità risparmia temporaneamente la vita agli studenti.
Durante i vari scali che farà la nave, i giovani visiteranno le isole dove sono nati, ricevendo un caloroso benvenuto dalle loro famiglie d'origine e dagli amici tutti. Il viaggio nell'arcipelago delle piccole Antille è una vera delizia, pur rimanendo sempre minacciosa l'ombra di Markel: questi difatti appena si ritrova convinto che i giovani siano venuti in possesso del premio offerto dalla signora Seymour sta per commettere il suo crimine.
Un marinaio di nome Will Mitz, che è stato assunto a bordo della Alert su raccomandazione della stessa signora Seymour, scopre il piano criminoso del falso capitano, ascoltando una conversazione dei pirati, e corre ad informare i ragazzi: sfruttando il buio delle ore notturne cerca di fuggire con i collegiali, ma senza riuscirvi, difatti una delle vedette li scorge e dà l'allarme. Prendono allora il comando della nave dopo una breve colluttazione e bloccano tutti i pirati nella stiva.
Mitz, Patterson e i ragazzi hanno preso il controllo della nave, ma i pirati ubriachi di rum sperimentano una fine orribile, dopo aver involontariamente provocato un incendio che fa colare a picco la nave. Mitz e i suoi protetti riescono a trarsi in salvo, vivono però momenti alquanto difficili in mezzo all'oceano prima d'esser portati in salvo da un piroscafo e rimpatriati in Europa.
Sono accolti dalla stampa, dalle famiglie e da una piccola folla che ha saputo della loro avventura: al termine di questo viaggio emozionante e frenetico i giovani possono cominciare il nuovo anno scolastico di studio.